# Ксенобиология
Ксенобиология (от др.-греч. ξενος — «чужой, гость», сокращенно КБ) — подраздел синтетической биологии, изучающий создание и управление биологическими устройствами и системами. КБ описывает форму биологии, которая (пока) не знакома науке и не встречается в природе. На практике это обозначает новые биологические и биохимические системы, которые отличаются от канонической системы ДНК-РНК-20 аминокислот (см. классическую центральную догму в молекулярной биологии). Например, вместо ДНК или РНК, КБ исследует аналоги нуклеиновых кислот, называемые ксенонуклеиновые кислоты (КсНК) в качестве носителей информации. Она также исследует расширенный генетический код и включение не-протеиногенных аминокислот в белки.

## Разница между ксено- , экзо-, и астро-
«Астро» означает «звезда», а «экзо» означает «извне». И экзо-, и астробиология занимаются поиском естественно эволюционировавшей жизни во Вселенной, в основном на других планетах в зонах обитаемости. В то время как астробиологи обеспокоены выявлением и анализом (гипотетически) существующей жизни во Вселенной, ксенобиология прилагает усилия к разработке формы жизни с иной биохимией или иным генетическим кодом на планете Земля.

## Цели ксенобиологии
- Потенциал ксенобиологии заключается в возможности выявить фундаментальные знания о биологии и происхождении жизни. Для того, чтобы лучше понять происхождение жизни, необходимо знать, почему жизнь развилась от РНК к системе ДНК-РНК-белок и её универсальному генетическому коду[5]. Было ли это эволюционной «случайностью», или некие факторы исключили появление других типов химических систем? Тестирование альтернативных биохимических «первичных супов» может помочь лучше понять принципы, породившие жизнь в том виде, в котором мы её знаем сейчас.
- Ксенобиология является подходом к разработке промышленной производственной системы с новыми возможностями посредством создания усиленных биополимеров и сопротивляемости патогенам. Генетический код кодирует во всех организмах 20 канонических аминокислот, которые используются для биосинтеза белка. В редких случаях, специальные аминокислоты, такие как селеноцистеин, пирролизин или селенометионин могут быть включены в белки в процессе биосинтеза у некоторых организмов[6]. Использование дополнительных аминокислот из более 700 известных биохимии дает возможность создать измененные белки с более эффективными каталитическими или физическими функциями. Целью финансируемого ЕС проекта METACODE, например, является включение метатезиса (полезная каталитическая функция, до сих пор не известная в живых организмах) в бактериальные клетки. Другая причина, по которой КБ может улучшить производственные процессы, заключается в возможности снижения риска заражения вирусом или бактериофагом в процессе культивации, поскольку КБ клетки больше не будут являться подходящим хозяином, что делает их более устойчивыми к заражению (подход, называемый «семантическое сдерживание»).
- Ксенобиология предоставляет возможность спроектировать «генетический брандмауэр», новую систему биологического сдерживания, которые могут помочь укрепить и диверсифицировать современные подходы био-сдерживания. Одной из проблем в традиционной генной инженерии и биотехнологии является горизонтальный перенос генов в окружающую среду и возможные риски для здоровья человека. Одной из основных идей в КБ является разработка альтернативных генетических кодов и биохимических систем таким образом, что горизонтальный перенос генов становится невозможным. Кроме того, альтернативные биохимические системы также позволяют создавать новых синтетических ауксотрофов (организмы, которые не способны синтезировать определенное органическое соединение, необходимое для собственного роста). Цель их создания состоит в том, чтобы сконструировать ортогональную биологическую систему, которая была бы несовместима с природными генетическими системами[7].

## Научный подход
Целью ксенобиологии является проектирование и создание биологических систем, которые отличаются от своих природных аналогов на одном или нескольких основных уровнях. В идеале эти новые организмы будут отличаться в каждом возможном биохимическом аспекте, что отражает совершенно иной генетический код. Долгосрочная цель состоит в создании клетки, которая будет хранить свою генетическую информацию не в ДНК, но в альтернативном информационном полимере, состоящем из ксенонуклеиновых кислот (КсНК), иных пар оснований, с использованием неканонических аминокислот и измененного генетического кода. На данный момент созданы клетки, включающие только одну или две из этих функций.

### Ксенонуклеиновые кислоты (КсНК)
Первоначально исследование альтернативных форм ДНК было обусловлено вопросом о том, как развивалась жизнь на Земле и почему РНК и ДНК были отобраны в процессе (химической) эволюции в отличие от других возможных структур нуклеиновых кислот. Систематические экспериментальные исследования, направленные на диверсификацию химической структуры нуклеиновых кислот, привели к созданию совершенно новых информационных биополимеров. До настоящего времени был синтезирован ряд КсНК на базе новых химических основ или исходящих мотивов ДНК, например: гексозонуклеиновая кислота (ГНК), треозо-нуклеиновая кислота (ТНК), гликольнуклеиновая кислота (ГлНК), циклогексенилнуклеиновая кислота (ЦНК), пептидонуклеиновая кислота (ПНК). Включение КсНК в плазмиды с использованием трех кодонов ГНК было проделано в 2003 году. Эта КсНК используется in vivo (E. coli) в качестве матрицы для синтеза ДНК. В это исследование, использующее двоичную (G/T) генетическую кассету и два основания, не входящие в состав ДНК (Hs/U), была включена также ЦНК, в то время как ГлНК на данный момент представляется слишком чуждой для естественной биологической системы, которая будет использоваться в качестве шаблона для синтеза ДНК. Расширенные основы, используя естественный каркас ДНК, могут также быть транслитерированы в природную ДНК , хотя и в более ограниченной степени.

### Расширение генетического алфавита
В то время как различные КсНК имеют модифицированные каркасы, другие эксперименты нацелены на замену или расширение генетического алфавита ДНК с использованием неестественных пар оснований. Например, была разработана ДНК, имеющая вместо четырёх стандартных основ А, Т, G и C шесть основ А, T, G, C, и две новые P и Z (где Z обозначает 6-амино-5-нитро3-(l'-Pd-2'-деоксирибофуранозил)-2(1Н)-пиридон, и P обозначает 2-амино-8-(1-бета-D-2'-деоксирибофуранозил)имидазо[1,2-а]-1,3,5-триазин-4(8Н)). Леконт и др. проверили устойчивость 60 оснований-кандидатов (получив около 3600 пар оснований) для возможного включения в ДНК.

### Новые полимеразы
Ни КсНК, ни неестественные основания не распознаются естественными полимеразами. Одной из основных проблем является найти или создать новые типы полимераз, которые будут в состоянии копировать эти новые конструкции. В одном случае было обнаружено, что модифицированный вариант ВИЧ-обратной транскриптазы способен к ПЦР-амплификации олигонуклеотида, содержащего пару оснований третьего типа.
Пиньейро и др. (2012) продемонстрировали, что метод полимеразной эволюции и дизайна успешно привел к хранению и восстановлению генетической информации (менее чем 100 пар основ длиной) от шести альтернативных генетических полимеров, основанных на простых нуклеиновых кислотах, не встречающихся в природе [КсНК].

### Разработка генетического кода
Одна из целей ксенобиологии — это переписать универсальный генетический код. Наиболее перспективным подходом для изменения кода является переназначение редко используемых или неиспользуемых кодонов.
В идеальном случае, генетический код увеличивается на один кодон, тем самым освобождаясь от своей предыдущей функции и переключаясь на кодирование неканонической аминокислоты (нкАК) («расширение кода»). Поскольку эти методы трудоемки в реализации, существует возможность применения более коротких путей («разработка кода»), например у ауксотрофных к специфической аминокислоте бактерий, которые в эксперименте получают изоструктурные аналоги вместо канонических аминокислот. В этой ситуации, канонические аминокислотные остатки в нативных белках замещаются нкАК. Возможно даже введение нескольких различных нкАК в один и тот же белок. Наконец, набор из 20 канонических аминокислот может быть не только расширен, но также и уменьшен до 19.
Специфичность кодона может быть изменена при помощи переназначения пары транспортная РНК (тРНК)/аминоацил тРНК-синтетаза. Клетки, обладающие такими аминоацил-тРНК синтетазами, таким образом, в состоянии прочитать последовательности мРНК, нечитабельные для существующей системы генной экспрессии. Изменение кодона: пары тРНК синтетазы могут способствовать включению в белки неканонических аминокислот in vivo.
В прошлом переназначение кодона в основном происходило в ограниченном масштабе. Однако в 2013 году Фаррен Айзекс и Джордж Черч из Гарвардского университета сообщили о замене всех 314 TAG стоп-кодонов генома E. coli на синонимичные кодоны ТАА, тем самым продемонстрировав, что массовые замены могут быть произведены в штаммах высшего порядка с сохранением жизнеспособности штамма. После успеха этой замены кодонов, авторы продолжили работу и перепрограммировали 13 кодонов по всему геному, непосредственно затрагивающих 42 основных гена.
Ещё более радикальными изменениями в генетическом коде являются изменения триплетного кодона на квадриплетный и даже пентаплетный кодоны, произведенные Сисидо в бесклеточных системах и Шульцем в бактериальных клетках. Наконец, неприродные пары оснований могут быть использованы для введения в белки новой аминокислоты.

### Направленная эволюция
Замена ДНК на КсНК может быть также произведена другим путём, а именно путём изменения окружающей среды вместо генетических модулей. Этот подход успешно продемонстрировали Марльер и Mютцель: они создали штамм E. coli, ДНК которого состоит из стандартных A, C и G нуклеотидов, но также имеет синтетический аналог тимина 5- хлорурацил в соответствующих местах ДНК последовательности. Рост этих клеток затем зависит от поступающего извне 5-хлорурацила, но в остальном они выглядят и ведут себя, как обычный штамм E. coli. Этот подход, таким образом, устанавливает два барьера для любого взаимодействия с другими бактериями, так как штамм является ауксотрофным для неприродного химического соединения и содержит форму ДНК, которая не может быть расшифрована другими организмами.

## Биобезопасность
Ксенобиологические системы предназначены для придания ортогональности естественным биологическим системам. Гипотетический организм, который содержит КсНК, иные пары оснований и полимеразы, и имеет измененный генетический код, вряд ли будет в состоянии взаимодействовать с природными формами жизни на генетическом уровне. Таким образом, эти ксенобиологические организмы представляют собой генетический анклав, который не может обмениваться информацией с природными клетками. Изменение генетического аппарата клеток приводит к семантическому сдерживанию. По аналогии с обработкой информации в ИТ, эта концепция безопасности называется «генетический брандмауэр». Концепция «генетического брандмауэра» может преодолеть ряд ограничений предыдущих систем безопасности. Первые экспериментальные доказательства этой теоретической концепции были получены в 2013 году с созданием «геномно перекодированного организма» (ГПО). В этом организме все известные UAG стоп-кодоны в E. coli были заменены на UAA кодоны, что позволило переназначить функцию трансляции кодону UAG. ГПО продемонстрировал повышенную устойчивость к бактериофагу Т7, показывая таким образом, что альтернативные генетические коды действительно уменьшают генетическую совместимость. Этот ГПО, однако, по-прежнему очень похож на своего естественного «предка» и не может рассматриваться в качестве «генетического брандмауэра». Возможность переназначение функций большого числа триплетов делает возможным разрабатывать штаммы, которые сочетают КсНК, новые пары оснований, новые генетические коды и т. д., и которые не могут обмениваться никакой информацией с естественным биологическим миром.
В то время как «генетический брандмауэр» может реализовать семантические механизмы сдерживания в новых организмах, новые биохимические системы по-прежнему должны быть оценены по отношению к новым токсинам и ксенобиотикам.

## Управление и Регуляторные вопросы
Ксенобиология может представлять трудность для нормативно-правовой базы, так как в настоящее время законы и директивы регулируют вопросы о генетически модифицированных организмах, но непосредственно не упоминают химически или геномно модифицированные организмы. Учитывая, что в реальности ксенобиологические организмы в ближайшие годы не ожидаются, законодательство имеет некоторое время для подготовки к предстоящим изменениям на уровне управления. Начиная с 2012 года, политические советники в США, четыре национальных комитета по биобезопасности в Европе и Европейская организация молекулярной биологии отметили данную тему как развивающуюся проблему управления.